# Masterstroke
Masterstroke fue una banda finlandesa de heavy metal melódico formada en 2002 en Tampere formada por el guitarrista Niko Rauhala y el batería Janne Juutinen.
La banda lanzó su álbum debut Apocalypse en 2006 tan solo en Japón y en Rusia, con Antto Tuomainen como músico invitado para los efectos de sonido. Ya en el año 2007 Masterstroke firmó un contrato con la discográfica finlandesa Dynamic Arts Records, lanzándose posteriormente el segundo álbum titulado Sleep. En 2009 se lanzó el álbum As Days Grow Darker, y finalmente en 2013 lanzaron su último álbum de estudio hasta la fecha, titulado Broken, como motivo del aniversario desde la fundación del grupo.

## Miembros

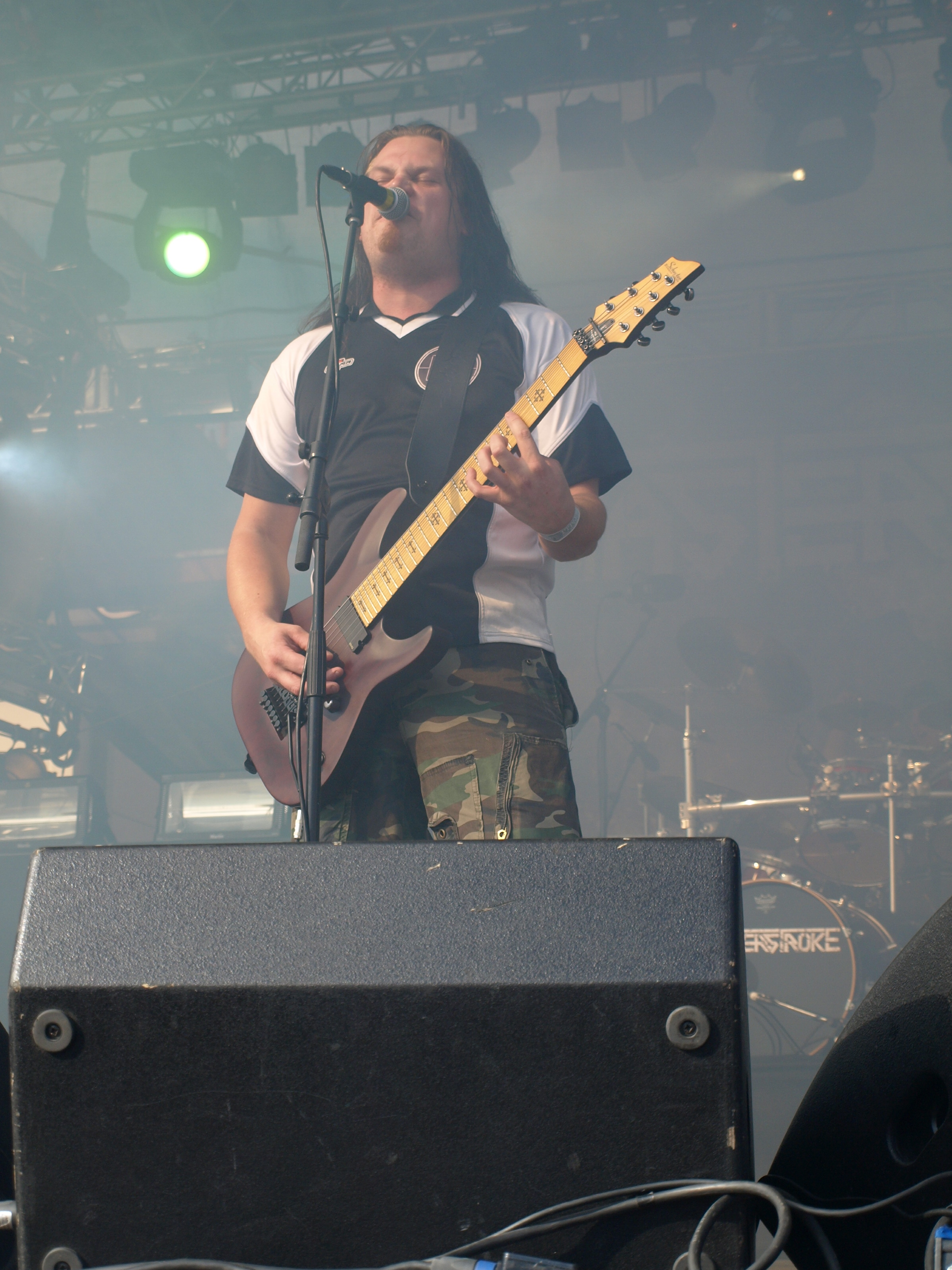
Niko Rauhala Vocalista, guitarrista
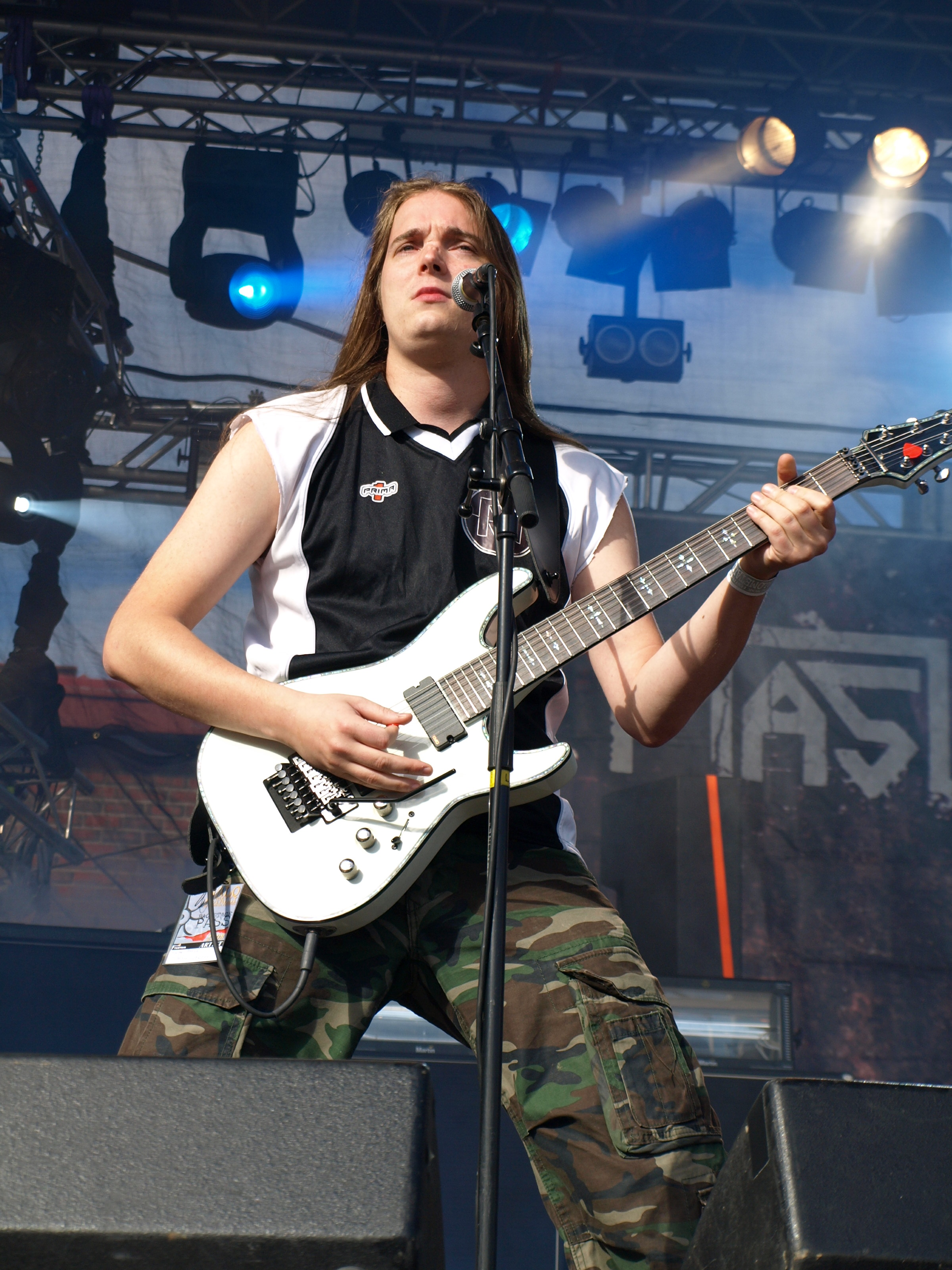
Markus Kekoni Guitarrista
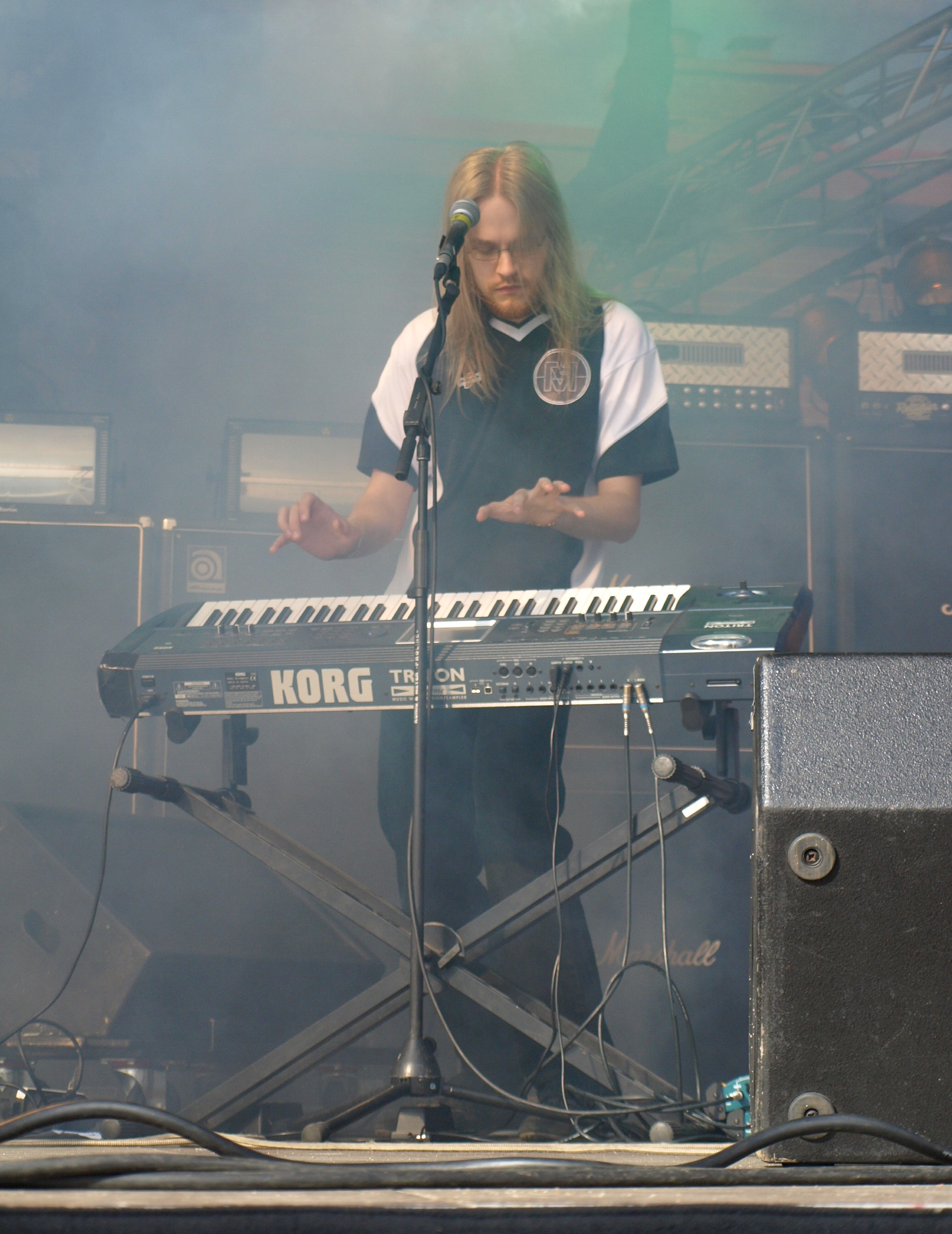
Jussi Kulomaa Teclista
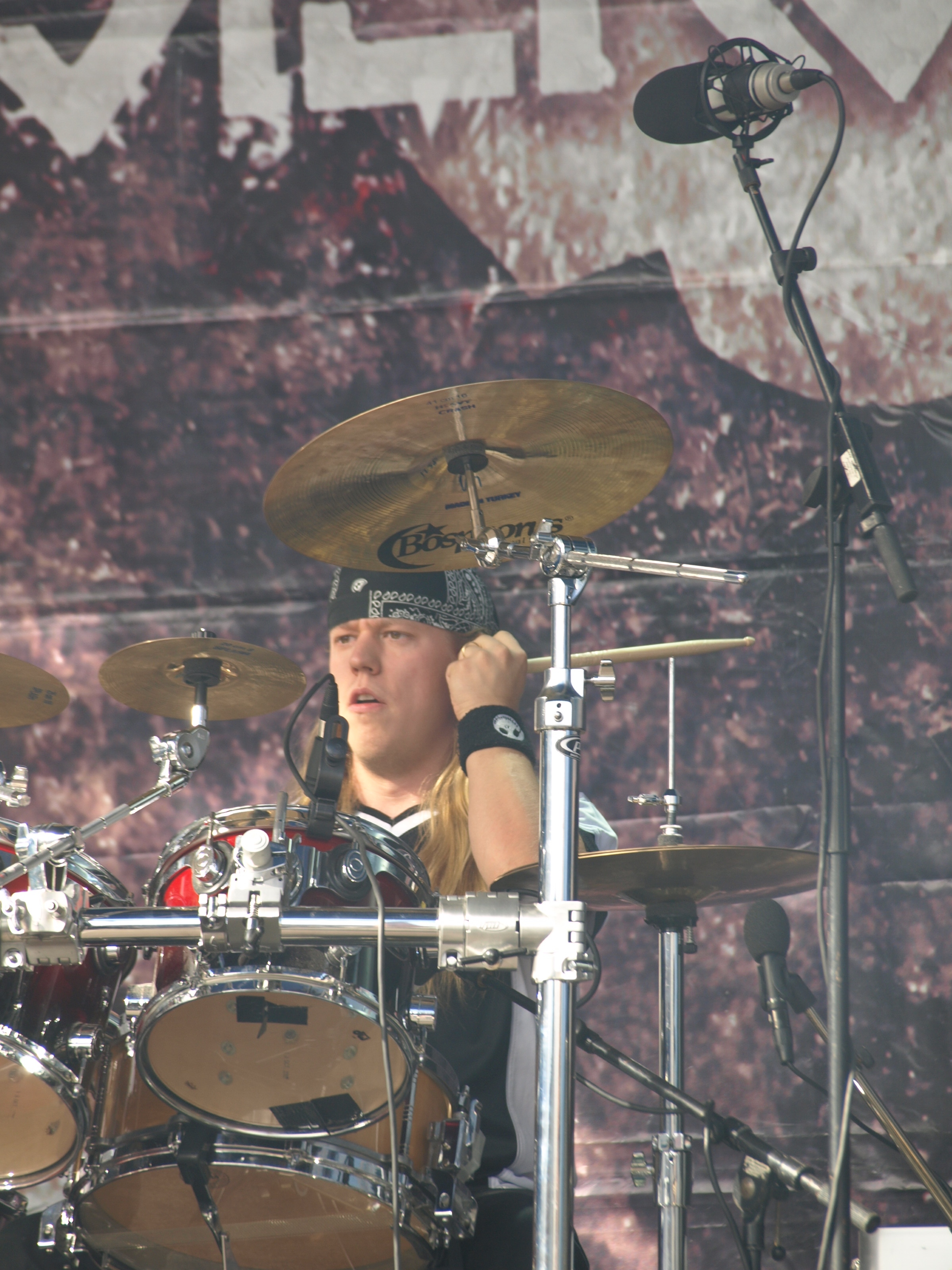
Janne Juutinen Batería
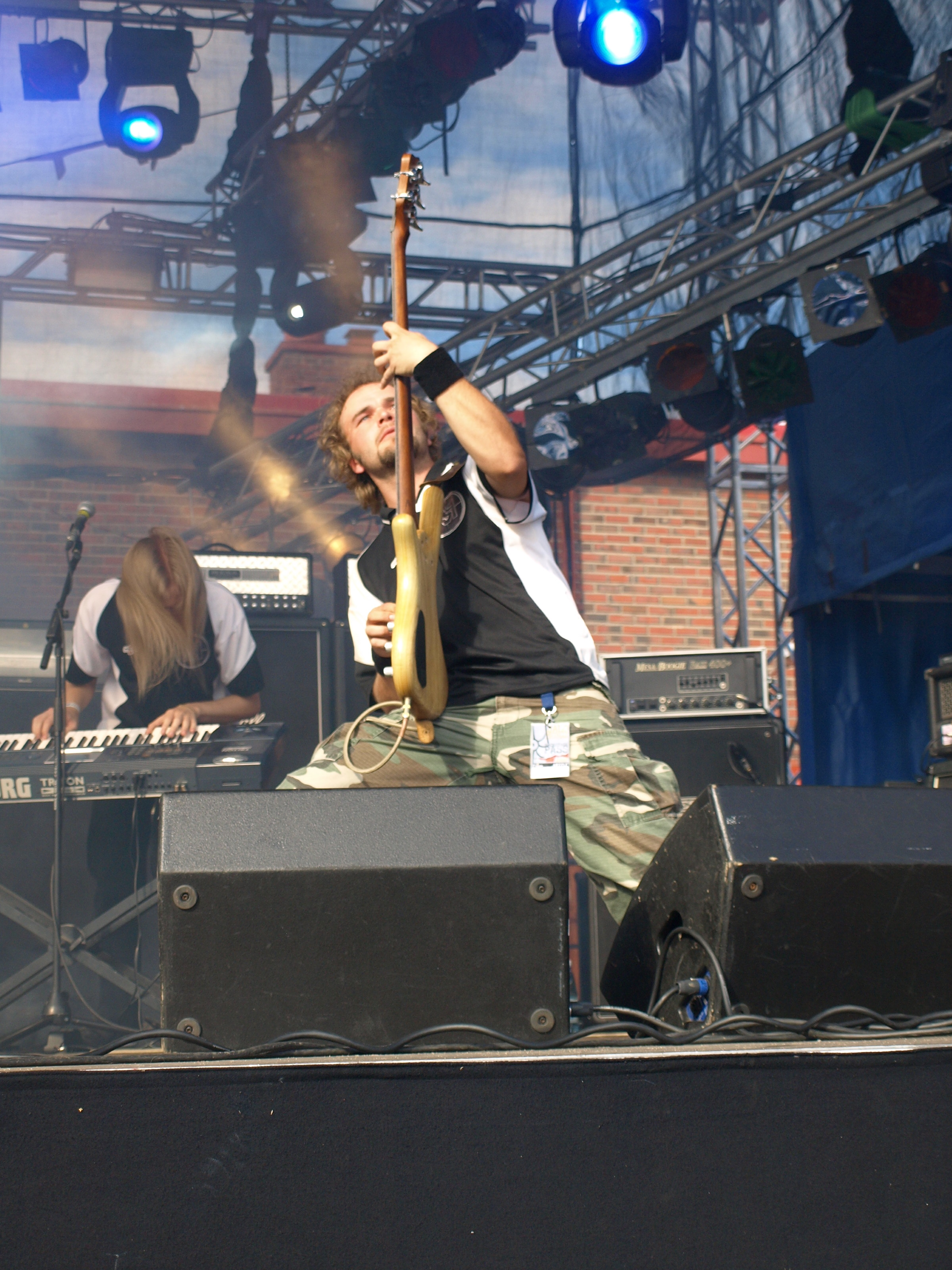
Marko Kolehmainen Bajista

### Antiguos miembros
- Mikko Viheriälä - teclados (2002–2004)
- Jari Tiura - vocalista (2003–2004)
- Arto Tissari - bajista (2002–2005)

## Discografía

### Álbumes de estudio
- 2006: Apocalypse
- 2007: Sleep
- 2009: As Days Grow Darker
- 2013: Broken
- 2017: Edge Of No Return

### Sencillos
- 2002: «Facing The Truth» (Demo)
- 2003: «Children Of The War» (Demo)
- 2004: «Rainy Days» (Demo)
- 2007: «Turn Away»

### DVD
- 2004: Masterstroke Live at YO